# 香港ポスト
香港ポスト（ホンコンポスト、英語: Hong Kong Post）は、香港の邦字新聞。毎週金曜日発行。タブロイド判で発行されているほか、メールマガジンが配信されている。
1987年6月創刊。三國有限公司が発行していたが、2018年11月に休刊した。2019年秋に発行権が港通旭實業有限公司に移り、同年12月に印刷版が復刊した。

## 沿革
1987年6月に創刊した。パソナプレス（香港）、香港ポスト社が発行者を務めたことがあり、2018年時点では三國有限公司が発行していた。
1996年9月から10月にかけて尖閣諸島をめぐり香港で大規模な反日抗議デモがあり、香港ポストでは日本人学校への抗議を報道し、「抗議行動が、『日本軍国主義復活反対』など『歴史』を絡めて展開していたことから、香港在住の邦人ビジネスマンの間には『口を出しにくい雰囲気』があったのは事実」と報じた。同紙読者へのアンケート調査では香港返還への不安がデモの理由の1つとして挙げられている。BefuとGuichard-Anguisによれば、「香港ポストは日本の過去を明示的に否定していないが、過去と現在は無関係であるという主張が見え隠れする」という。
2018年11月に休刊したが、2019年秋に発行権が港通旭實業有限公司に移り、同年12月に印刷版が復刊した。